# 1422
- Wikisource

| Calendário gregoriano                                                        | 1422 MCDXXII                                         |
| Ab urbe condita                                                              | 2175                                                 |
| Calendário arménio                                                           | 871 – 872                                            |
| Calendário bahá'í                                                            | -422 – -421                                          |
| Calendário budista                                                           | 1966                                                 |
| Calendário chinês                                                            | 4118 – 4119 Início a 23 de janeiro (aproximadamente) |
| Calendário copta                                                             | 1138 – 1139                                          |
| Calendário etíope                                                            | 1414 – 1415                                          |
| Calendários hindus - Vikram Samvat - Calendário nacional indiano - Cáli Iuga | 1477 – 1478 1343 – 1344 4522 – 4523                  |
| Calendário Holoceno                                                          | 11422                                                |
| Calendário islâmico                                                          | 825 – 826                                            |
| Calendário judaico                                                           | 5182 – 5183                                          |
| Calendário persa                                                             | 800 – 801                                            |
| Calendário rúnico                                                            | 1672                                                 |
| Calendário solar tailandês                                                   | 1965                                                 |

1422 (MCDXXII, na numeração romana) foi um ano comum do século XV do Calendário Juliano, da Era de Cristo, e a sua letra dominical foi D (53 semanas), teve início a uma quinta-feira e terminou também a uma quinta-feira.
No reino de Portugal foi o último ano em que vigorou oficialmente a Era de César que já contava 1460 anos. No mês de agosto o rei de Portugal D. João I determinou o uso oficial da Era de Cristo.
| Ano completo                        |
| ----------------------------------- |
| Ano comum com início à quinta-feira |

## Eventos
- Terramoto em Portugal danifica diversos edifícios, entre os quais o castelo de Alcobaça.
- 22 de agosto - O rei de Portugal D. João I determina que se passe a usar a Era de Cristo na datação dos documentos oficiais ou públicos, abandonando-se a tradicional referência à Era Hispânica/Era Espanhola/Era de César/Era Safarence (como diziam os judeus que designavam a 'Espanha' como 'Safara', termo usado depois também pelos árabes).[1]

## Mortes
- 31 de Agosto - Rei Henrique V de Inglaterra.
- 21 de Outubro - Rei Carlos VI de França.